# Viljoenskroon
Viljoenskroon is een plaats in de Zuid-Afrikaanse provincie Vrijstaat.
Viljoenskroon telt ongeveer 2100 inwoners.

## Subplaatsen
Het nationaal instituut voor de statistiek, Stats SA, deelt sinds de census 2011 deze hoofdplaats in in zogenaamde subplaatsen (sub place), c.q. slechts één subplaats:
ViljoenskroonSP.